# 释本焕
释本焕（1907年9月21日—2012年4月2日），俗名张志山，男，湖北新州人，中国佛教协会第8届理事会名誉会长，被誉为“中国佛门泰斗”。

## 生平

年轻时候的释本焕

1907年9月21日，释本焕出生于湖北省黄冈县（今湖北省武汉市新洲区）。
7岁时，被送入私塾读书，在私塾学习了6年之后，他在杂货店当学徒。
1930年，在湖北新洲报恩寺出家，然后到武昌宝通寺受戒，随后到扬州高旻寺拜师于汉传佛教高僧释来果，学法七年，深研禅宗。
30岁时，从河北正定临济寺起香，三步一拜朝礼五台山，历经三个月的风雨，路程300多里，终于来到了五台山。随后用三个月的时间，朝拜了五台山上的五个台顶。最后驻锡于五台山广济茅篷（今碧山寺）。在碧山寺修行期间，用自己的血书写了《普贤行愿品》等19部佛经，共计20余万字。
1939年，出任碧山寺第三代方丈。
1947年，游历天下禅院，朝拜了北京弥勒院、天津居士林、上海普济寺。
1949年2月5日（正月初八），继承汉传佛教高僧虛雲老和尚法脉，賜法名乘妙，为临济宗第四十四代传人。随后出任南华寺方丈。
1958年，中华人民共和国开始“反右运动”运动，释本焕蒙冤入狱，在狱中被关押达22年，佛教居士赵朴初曾為之多次奔走营救。
1978年中共十一届三中全会后，释本焕恢复了名誉和人身自由，并且获彻底平反。1980年，出任丹霞山别传寺方丈。1987年，出任广州光孝寺方丈。
释本焕曾任中国佛教协会常务理事、中国佛教协会咨议委员会主席、湖北省佛教协会名誉会长、广东省佛教协会名誉副会长、深圳市佛教协会会长、韶关市佛教协会名誉会长、广东省政协委员。一生奉行人间佛教，对社会慈善事业做出了巨大贡献，他捐献了希望学校9所、平民医院2家。
2012年4月2日，释本焕在深圳市弘法寺圆寂，享寿104岁。长老荼毗开窑后，经专家鉴定，在铁栏融化的情况下，全身骨骼完整，皆为舍利。目前泰国、柬埔寨、澳大利亚、老挝等国内外众多寺庙纷纷修建塔庙，恭请本老舍利永久安奉。尼泊尔中华寺建有其舍利塔。